# Rosita Levi Pisetzky
Rosita Levi Pisetzky (Milano, 4 settembre 1897 – Milano, 18 gennaio 1985) è stata una storica italiana.
È ritenuta essere la prima studiosa ad aver introdotto l'argomento della moda in campo accademico.

## Biografia
Ultima di quattro figli, nel 1924 sposò l'avvocato e notaio Alessandro Levi. Durante la seconda guerra mondiale si rifugiò a Roveredo, in Svizzera.
Degli anni '70 è il suo studio sui campi semantici relativi alla storia della moda pubblicato sulla Storia d'Italia Einaudi, nel quale analizza dei binomi formati da moda e altre tematiche, come lo stile, il sesso, le influenze straniere o la bellezza. Fu autrice dell'autorevole Storia del costume in Italia e contribuì alla stesura della Storia di Milano della Treccani.
Morì nel 1985. È sepolta nel Cimitero Monumentale di Milano.

## Opere
- Storia del costume in Italia. Cinque volumi, Istituto Editoriale Italiano, 1964.
- Il costume e la moda nella società italiana, Einaudi, 1978.

### Raccolta di poesie
- Fuori del tempo, Nuove Edizioni, 1977.